# György Botond-Bolics
György Botond-Bolics (* 22. Oktober 1913 in Arad; † 8. Januar 1975 in Budapest) war ein ungarischer Autor und Ingenieur.

## Leben
Nach dem Studium der Staatswissenschaft, der Nationalökonomie und des Maschinenbaus promovierte er im Jahre 1935. Botond-Bolics war Betriebsorganisator, wechselte aber nach dem Krieg zu einem Budapester Verlag und war als Redakteur, Schriftsteller und Publizist tätig.
Sein erster SF-Roman erschien im Jahre 1957 unter dem Titel „Ha felszáll a köd…“ (Wenn der Nebel sich hebt). Neben Science Fiction schrieb Botond-Bolics auch Romane, Sachbücher sowie Drehbücher zu populärwissenschaftlichen Filmen und Fernsehspielen. Er war auch als Übersetzer tätig und übertrug u. a. deutsche SF ins Ungarische (wie Ultrasymet bleibt geheim von Heinz Vieweg).
Von den beiden ins Deutsche übersetzten Romanen ist Tausend Jahre auf der Venus ein den Traditionen der technisch orientierten SF der 1950er Jahre verhafteter Roman, während Das Marsgehirn denkt anders ein an das Jekyll und Hyde-Thema und Donovans Gehirn von Curt Siodmak erinnernder Thriller ist, in dem sich ein unvorsichtiger Wissenschaftler den Gedankeninhalt eines Marsianers in das eigene Gehirn herunterlädt und sich dadurch unkontrollierbar verändert.

## Werke
- Ha felszáll a köd… (Budapest 1957)
- Ezer év a Vénuszon (Budapest 1959), deutsch Tausend Jahre auf der Venus, Marion von Schröder, Hamburg/Düsseldorf 1969, übersetzt von Gottfried Feidel (Taschenbuchausgabe bei Heyne 1971)
- Korunk csodái (Budapest 1960)
- Idegen bolygón született (Budapest 1961)
- Ma csoda – holnap valóság (Budapest 1966), deutsch Heute Wunder, morgen Wirklichkeit. Von den unerschöpflichen Möglichkeiten der Forschung und Technik, Econ, Wien/Düsseldorf 1969, übersetzt von Ernö Zeltner
- Redivivus tüzet kér (Budapest 1969), deutsch Das Marsgehirn denkt anders, Marion von Schröder, Hamburg/Düsseldorf 1970, übersetzt von Gottfried Feidel;
- Az Orbitron-terv (Budapest 1986)